# Lukács Móric
Vizmai Lukács Móric Gergely (Pest, 1812. szeptember 5. – Budapest, 1881. november 5.) publicista, műfordító, politikus, a Magyar Tudományos Akadémia igazgatósági tagja, 1876-től 1879-ig Kisfaludy Társaság 3. elnöke.

## Családja
Az erdélyi örmény Lukács család leszármazottja.  Atyja, tekintetes Lukáts Gergely Miklós úr, közbirtokos, vármegyei esküdt, anyja, tekintetes Hülf Rozina (1771–1851) asszonyság volt.

## Életútja
Felváltva Pesten és szüleinek Temes megyei birtokán, Bresztovácon nevelkedett, házitanítók oktatták. 1832-ben Pestre költözött és idejét kedvenc tanulmányainak szentelte. 1836-ban Pest megyei tiszteletbeli aljegyző lett, egy ideig részt vett Pest megye közügyeiben, azután néhány évig főként az irodalomnak élt. Ifjúságának kedvenc tanulmányai a szépirodalmon kívül a történettudomány, a nemzetgazdaság és a filozófia voltak. Néhány év alatt elsajátította a francia, az angol, az olasz, a spanyol nyelvet.
Német nyelven írt néhány verse már 1829 előtt napvilágot látott német folyóiratokban, de Toldy Ferenc Handbuchjának olvasása a magyar irodalom tanulmányozására serkentette; idegen remekírók fordításába fogott. 1839-ben  a Magyar Tudományos Akadémia levelező tagjává, 1858-ban tiszteleti, 1876-ban igazgató taggá választotta. Eötvös Józseffel, Szalay Lászlóval és Trefort Ágostonnal együtt küzdött a haladás eszméiért, centralista volt; szerkesztette folyóiratukat, a (régi) Budapesti Szemlét (1840–1841). Az akadémia ügyeiben mint segédjegyző működött.
Az 1840-es években leginkább politikával foglalkozott. Sokat dolgozott külföldi német lapokba is a magyar ügy érdekében. Az 1848. évi nagy átalakuláskor kormányhivatalt vállalt: Klauzál Gábor mellett elnöki titkár lett a kereskedelmi minisztériumban, de csakhamar visszavonult. Évekig beteg anyját ápolta; annak halála után, 1851 nyarán külföldre ment. Beutazta Németországot, Svájcot, Belgiumot, Franciaországot, Angliát és Olaszországot. 1859-ben tért haza. 1862-ben feleségül vette Birly Krisztinát, vele ismét külföldre utazott; később neje betegeskedése miatt (aki 1874. januárban halt meg) mindentől visszavonult. 1876-ban a Kisfaludy Társaság megválasztotta elnökévé, 1879-ben lemondott tisztségéről. Az MTA-nak húszezer, a Kisfaludy Társaságnak tízezer forintot hagyományozott a neje nevét viselő pályadíjakra.

## Írásai
Költeményei, műfordításai, értekezései, cikkei a következő folyóiratokban, hírlapokban és évkönyvekben jelentek meg: Koszorú (1829-1830. költ. a görög antológiából fordítva néhány szép darabot); a pesti Spiegel (1831. 7., 8. sz. költ. Auszug aus meinem poetischen Tagebuch); utóbb megkedvelvén és különösebb tanulmánya tárgyául választván az angol irodalmat, jelesen Byron költeményeit, ezek közül többeket magyarra fordított a Társalkodóban (1834. A sötétség, Tasso keserve, Az álom, 1835. Byron Farewellje és töredék Bulwer Rajnai vándoraiból, 1836. töredék mutatványok Byron Childe Haroldjából, 1839. értekezés); Aurora zsebkönyv (1835. Byron, Tengeri rablók éneke, 1836. költ. angolból, 1837. Egy eb sirjára és Egy koponyából készült billikomra Byron után, Tudós Bulwer után); Athenaeum (1839. Kain. Byron drámai költ., 1843. A socialismusról és polemia); Budapesti Szemle (1840. I. Állati magnetismus és álomjárás, II. Büntetőjogi theoriák); Budapesti Árvizkönyv (IV. 1840. Byron elváltoztatott idomtalanjából I. felv.); Tudománytár (Uj F. IX., S. 1841. Az ujabb polgárosodás elemei Európában a római birodalom bukása után Guizot után XI. 1842. A városok szerkezete külföldön); Kisfaludy Társaság Évlapjai (IV. 1842-43. A műbirálatról, Pope tankölteménye angolból jegyzetekkel, beköszöntő, XI. Elnöki beszéde 1876. febr. 6., XII. Elnöki beszéde Deák Ferencről febr. 23., 1877. febr. 11., XIII. 1878. febr. 10., XIV. 1879. febr. 9.); Henszlmann, Vierteljahrschrift aus und für Ungarn (Leipzig 1843. II. Über Ungarns Urbarialgesetze und deren Entstehung: 1. Geschichte des Bauernstandes in Ungarn, 2. Rechtsverhältnisse des ungarischen Badern nach Einführung des Theresianischen Urbarium bis zum Reichstag v. J. 1832-36. 3. Reichstag 1832-36., 4. Resultate des 1832-36. Reichstages für den ungarischen Bauern, 5. Auszüge aud sen Raichstagsdebatten von 1834.); Allgemeine Zeitung (Augsburg 1843-1844.); Ellenőr (1847. Néhány eszme az egyesületi jog körül); Budapesti Szemte (II. 1858. róma régi történeteinek hitelessége és eredete, V. VI. 1859. A román nyelvek alakulása, XI. 1860. Laboulay br., Eötvös Józseftől); Magyar Akadémiai Értesítő (1860. De Gerando Ágost emlékezete, máj. 27.), Pesti Napló (1860. politikai cikkek, 293-295. sz. Nemzetségek és nyelvek kérdése); Vasárnapi Ujság (1869. Gróf Teleki László haláláról, 1883. Levele Kvassay Edéhez Meran, 1874. márc. 23.); Történelmi Lapok (I. 1875. 45. sz. L. levele br. Wesselényi Miklóshoz Pest, 1848. jan. 6.); Szegedi Árvizkönyv (Bpest, 1880. Önéletrajzának egy töredéke); Magyarország és a Nagyvilág (1880. Gróf Teleki László halála, L. M. „emlékezései”-ből.)

## Művei
- Fogházjavítás. Pest, 1842. Három kőnyom. táblával. (Eötvös József báróval együtt.) Online
- A bőkezü szerető. Miguel de Cervantes után spanyolból ford. Uo. 1843. (Külföldi regénytár XII. A szerző életrajzával.) Online
- Emlékbeszéd gróf Teleki László felett. Pest, 1861. (Öngyilkos barátjának végzete haláláig foglalkoztatta, akadémiai emlékbeszédében méltó emléket emelt a nagynevű politikusnak.)
- A műbírálatról. Pope Sándor tankölteményének fordítása. Pest, 1875. (Angol költőkből való fordításait az 1830-as évektől kezdve hozták folyóirataink, különösen Byron-fordításaival keltett feltűnést.)
- Lukács Móric munkái. Összegyűjtötte Gyulai Pál. Kiadta a Kisfaludy Társaság. Két kötet. Budapest, 1894. (Műfordítások, tanulmányok, hírlapi cikkek gyüjteménye.)